# Saint-Pierre-de-Bailleul
Pour les articles homonymes, voir Saint-Pierre et Bailleul.
Saint-Pierre-de-Bailleul est une commune française située dans le département de l'Eure, en région Normandie.

## Géographie

### Hydrographie
La commune est située dans le bassin Seine-Normandie. Elle est drainée par le Ru, le ruisseau de Saint-Ouen, le cours d'eau 01 de la commune de Saint-Pierre-de-Bailleul et le fossé 02 de la commune de Saint-Pierre-de-Bailleul,,.

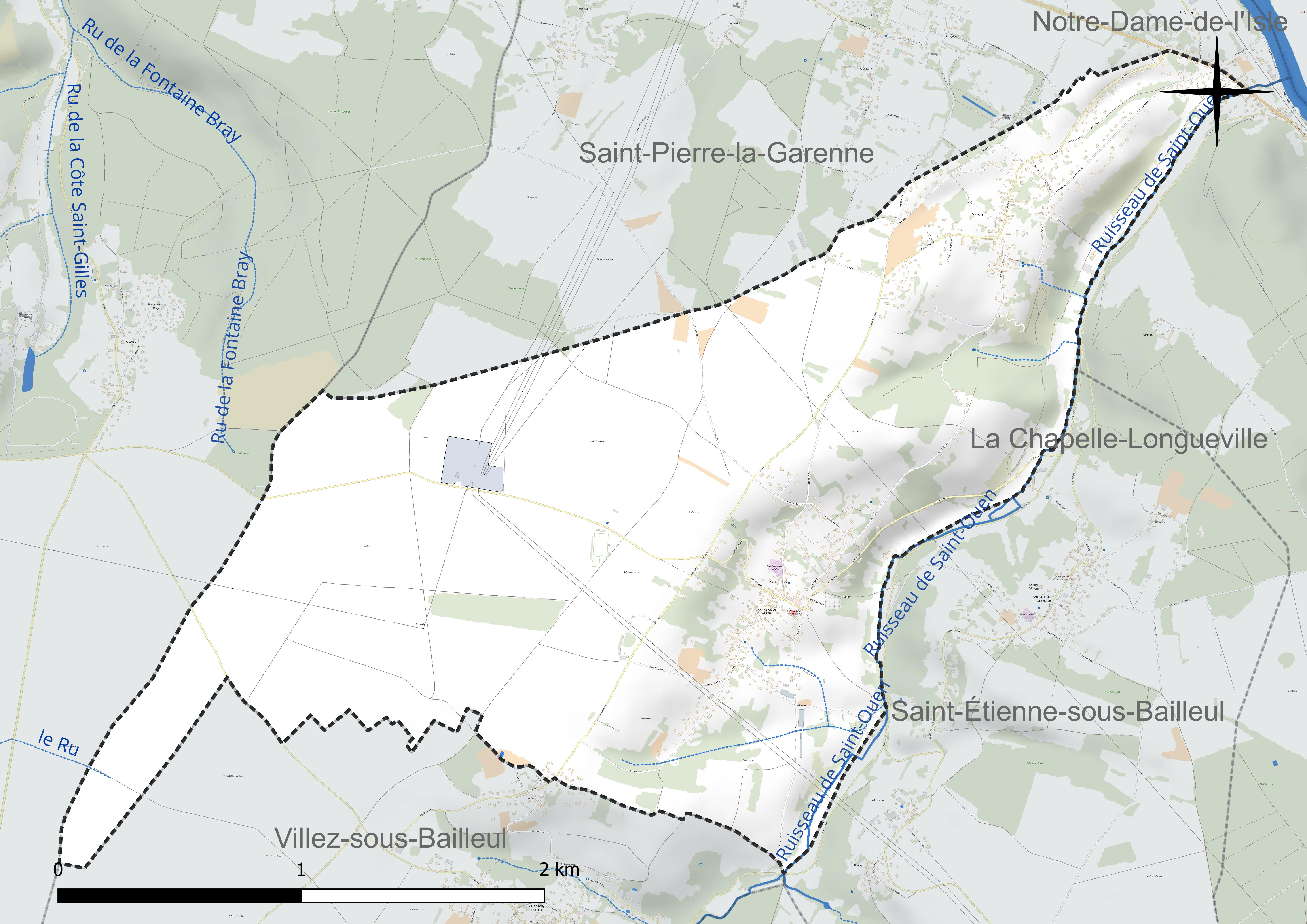
Réseau hydrographique de Saint-Pierre-de-Bailleul.

### Climat
Pour des articles plus généraux, voir Climat de la Normandie et Climat de l'Eure.
En 2010, le climat de la commune est de type climat océanique dégradé des plaines du Centre et du Nord, selon une étude du CNRS s'appuyant sur une série de données couvrant la période 1971-2000. En 2020, Météo-France publie une typologie des climats de la France métropolitaine dans laquelle la commune est exposée à un climat océanique et est dans la région climatique  Sud-ouest du bassin Parisien, caractérisée par une faible pluviométrie, notamment au printemps (120 à 150 mm) et un hiver froid (3,5 °C). Parallèlement le GIEC normand, un groupe régional d’experts sur le climat, différencie quant à lui, dans une étude de 2020, trois grands types de climats pour la région Normandie, nuancés à une échelle plus fine par les facteurs géographiques locaux. La commune est, selon ce zonage, exposée à un « climat des plateaux abrités », correspondant aux plaines agricoles de l’Eure, avec une pluviométrie beaucoup plus faible que dans la plaine de Caen en raison du double effet d’abri provoqué par les collines du Bocage normand et par celles qui s’étendent sur un axe du Pays d'Auge au Perche.
Pour la période 1971-2000, la température annuelle moyenne est de 10,9 °C, avec  une amplitude thermique annuelle de 14,5 °C. Le cumul annuel moyen de précipitations est de 671 mm, avec 10,8 jours de précipitations en janvier et 7,5 jours en juillet. Pour la période 1991-2020, la température moyenne annuelle observée sur la station météorologique la plus proche, située sur la commune de Muids à 13 km à vol d'oiseau, est de 12,0 °C et le cumul annuel moyen de précipitations est de 609,1 mm,. Pour l'avenir, les paramètres climatiques de la commune estimés pour 2050 selon différents scénarios d’émission de gaz à effet de serre sont consultables sur un site dédié publié par Météo-France en novembre 2022.

## Urbanisme

### Typologie
Au 1er janvier 2024, Saint-Pierre-de-Bailleul est catégorisée commune rurale à habitat dispersé, selon la nouvelle grille communale de densité à 7 niveaux définie par l'Insee en 2022.
Elle est située hors unité urbaine. Par ailleurs la commune fait partie de l'aire d'attraction de Paris, dont elle est une commune de la couronne,.

### Occupation des sols
L'occupation des sols de la commune, telle qu'elle ressort de la base de données européenne d’occupation biophysique des sols Corine Land Cover (CLC), est marquée par l'importance des territoires agricoles (83 % en 2018), en diminution par rapport à 1990 (83,9 %). La répartition détaillée en 2018 est la suivante : 
terres arables (58,1 %), prairies (24,5 %), zones urbanisées (12,7 %), forêts (4,2 %), zones agricoles hétérogènes (0,4 %). L'évolution de l’occupation des sols de la commune et de ses infrastructures peut être observée sur les différentes représentations cartographiques du territoire : la carte de Cassini (XVIIIe siècle), la carte d'état-major (1820-1866) et les cartes ou photos aériennes de l'IGN pour la période actuelle (1950 à aujourd'hui).

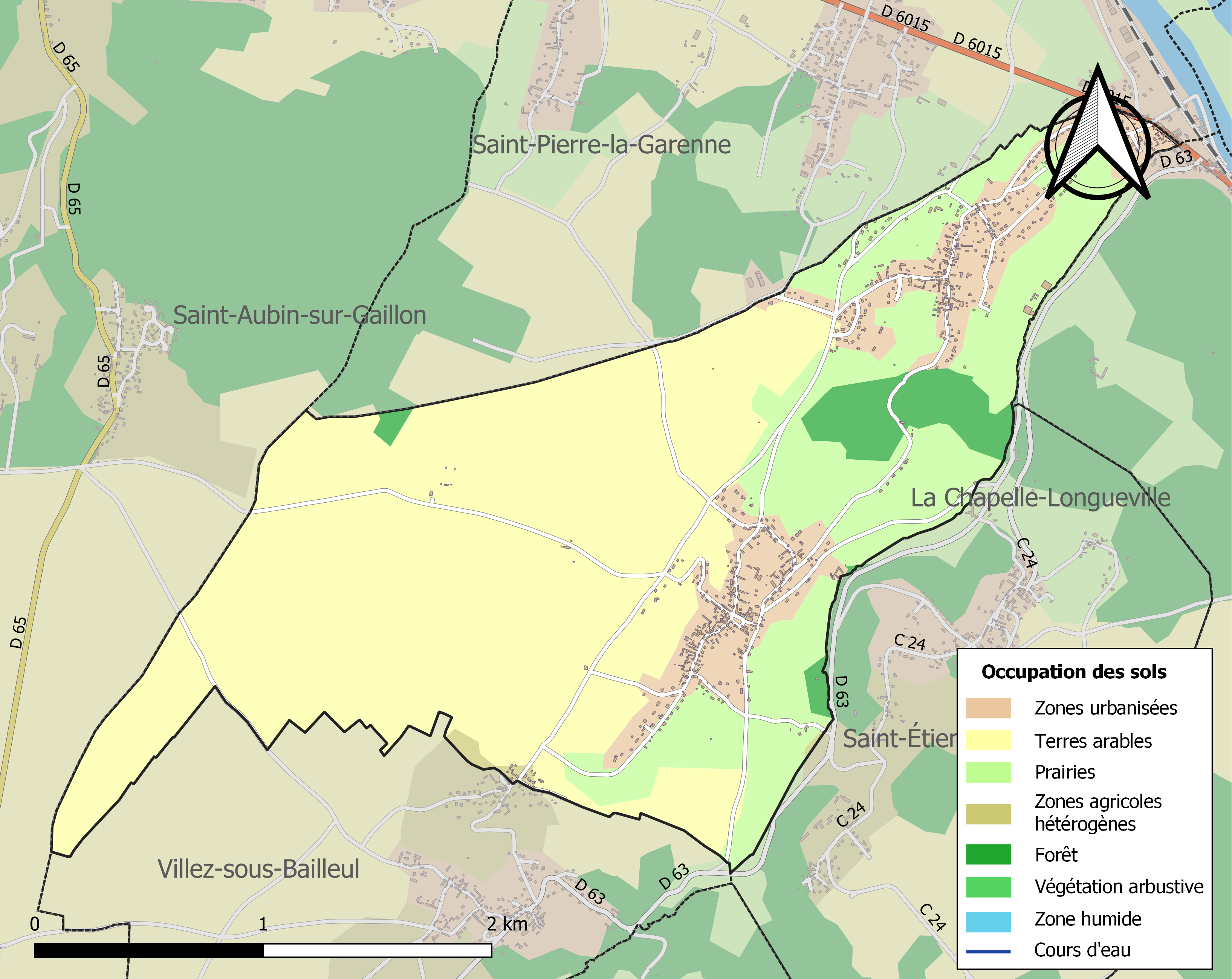
Carte des infrastructures et de l'occupation des sols de la commune en 2018 (CLC).

## Toponymie
Saint-Pierre est un hagiotoponyme, l'église primitive de Saint-Pierre-de-Bailleul est fondée par les religieux de Saint-Ouen sous le patronage des apôtres saint Pierre et saint Paul.
Bailleul est attesté sous les formes Baliolum vers 1000 (charte de Drogon), Ballolo vers 1007 et 1017, Balliolum vers 1024, Ballolum vers 1025 (charte de Drogon), Ballolium en 1250 (charte de Guillaume de Bailleul).
Bailleul est un nom de lieu fréquent dans le nord de la France ; il provient du latin tardif d'origine gauloise Balliolum, « cours, enclos », lui-même dérivé du mot Ballium, qu'on retrouve dans Portbail dans la Manche (Portus Ballii vers 749).
Bailleul est un toponyme de l'Eure dont le nom s'est conservé dans celui de trois communes : Saint-Étienne-sous-Bailleul, Saint-Pierre-de-Bailleul et Villez-sous-Bailleul.

## Histoire

### Moyen Âge
Avant l'invasion par les Vikings (Xe siècle) de l'actuelle Normandie, Saint-Pierre-de-Bailleul est le centre d'un vaste domaine de l'abbaye Saint-Ouen de Rouen.
L'église primitive de Saint-Pierre-de-Bailleul est fondée par les religieux de Saint-Ouen sous le patronage des apôtres saint Pierre et saint Paul.
Les premiers ducs normands issus des invasions des Vikings englobent dans leur domaine Saint-Pierre-de-Bailleul et les territoires alentour. Ce n'est qu'en 1026 que le duc Richard II rend à Saint-Ouen l'église avec toutes ses dépendances. Les religieux reçoivent également des prés, des moulins et les meilleurs vignobles du pays.
Afin d'entretenir ces terres, des religieux de Saint-Ouen sont envoyés à Saint-Pierre-de-Bailleul et y fondent le prieuré bénédictin de Bailleul.
Le Cailloutin était le vin de la vallée de la Seine cultivé sur les versants de la commune et notamment sur la côte du Grand Moulin.
Pendant les XIIe et XIIIe siècles, le prieuré de Bailleul (appelé également manoir de Bailleul) s'enrichit de nombreuses acquisitions et donations.
Un sanctuaire « Notre-Dame-de-Grâce » consacré à la Vierge est implanté à Saint-Pierre-de-Bailleul. C'est le plus ancien dans le bassin de la haute Seine. Les pèlerinages du XIIIe siècle y sont si importants que la paroisse est désignée sous le nom de Grâce et l'église prend le nom de Notre-Dame-de-Grâce. Aux XIVe et XVe siècles, les dons affluent de toutes parts : le cardinal d'Amboise, archevêque de Rouen et premier ministre de Louis XII, fait ériger trois statues dans l'église Notre-Dame-de-Grâce, l'une représentant le roi Louis XII, une autre la reine Anne de Bretagne, épouse du premier et la troisième, le cardinal lui-même.
Le deuxième cardinal d'Amboise, neveu du premier, et l'abbaye de Saint-Ouen font construire l'église actuelle.

### Époque moderne
Au XVIe siècle, les religieux ne sont plus présents au prieuré de la Grâce (appelé entre-temps baronnie de la Grâce), l'abbaye de Saint-Ouen donne à bail la ferme et les animaux et le curé de la paroisse reçoit le sixième de toutes les dîmes.
Le 16 septembre 1768, Jean-François Bachelet, négociant à Rouen, fonde à Saint-Pierre-de-Bailleul une école de filles, tenue par des sœurs des écoles chrétiennes.
L'abbaye de Saint-Ouen conserve son domaine à Saint-Pierre-de-Bailleul jusqu'à la Révolution.

### Époque contemporaine
Au cours de la Révolution française, la commune porta provisoirement le nom de L'Unité.
À partir de 1961, le peintre Tal Coat s'installe à la chartreuse de Dormont, où il meurt en 1985.

### Héraldique
| Armes de Saint-Pierre-de-Bailleul | Les armes de la commune de Saint-Pierre-de-Bailleul se blasonnent ainsi : de gueules à la clef d'or et à l'épée haute du même, posées en sautoir, cantonnées de trois fleurs de lys d'argent en chef et aux flancs et d'une grappe de raisin tigée et feuillée au naturel en pointe. |

## Politique et administration

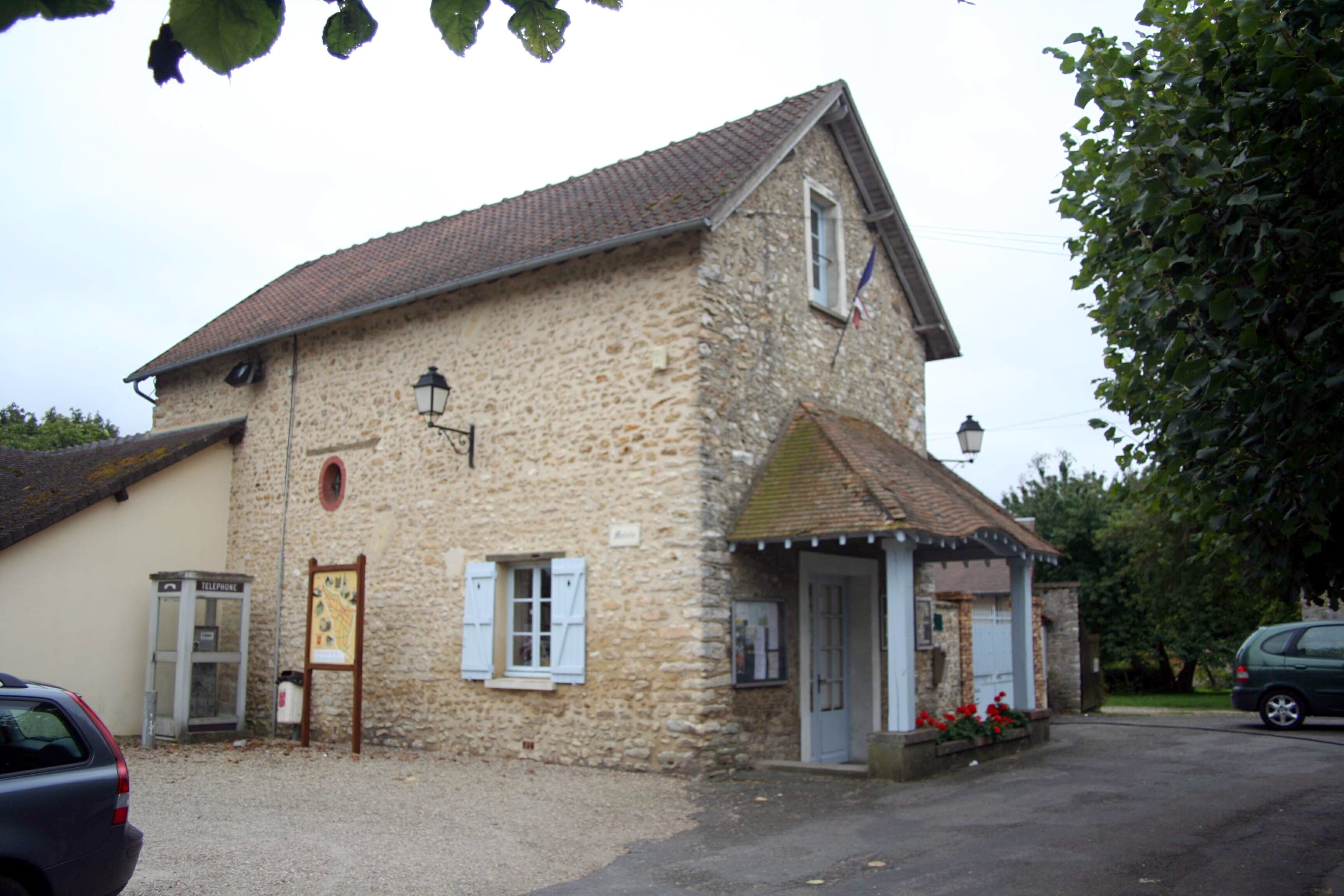
La mairie.

| Période                                  | Période   | Identité     | Étiquette | Qualité |
| ---------------------------------------- | --------- | ------------ | --------- | ------- |
| Les données manquantes sont à compléter. |           |              |           |         |
|                                          | mars 2001 |              |           |         |
| mars 2001                                | En cours  | Pascal Jumel | SE        | Artisan |

## Démographie
L'évolution du nombre d'habitants est connue à travers les recensements de la population effectués dans la commune depuis 1793. Pour les communes de moins de 10 000 habitants, une enquête de recensement portant sur toute la population est réalisée tous les cinq ans, les populations de référence des années intermédiaires étant quant à elles estimées par interpolation ou extrapolation. Pour la commune, le premier recensement exhaustif entrant dans le cadre du nouveau dispositif a été réalisé en 2005.

En 2022, la commune comptait 975 habitants, en évolution de +1,25 % par rapport à 2016 (Eure : −0,25 %, France hors Mayotte : +2,11 %).
| 1793 | 1800 | 1806 | 1821 | 1831 | 1836 | 1841 | 1846 | 1851 |
| ---- | ---- | ---- | ---- | ---- | ---- | ---- | ---- | ---- |
| 770  | 774  | 777  | 745  | 683  | 724  | 740  | 700  | 679  |

| 1856 | 1861 | 1866 | 1872 | 1876 | 1881 | 1886 | 1891 | 1896 |
| ---- | ---- | ---- | ---- | ---- | ---- | ---- | ---- | ---- |
| 641  | 600  | 602  | 583  | 531  | 532  | 527  | 487  | 488  |

| 1901 | 1906 | 1911 | 1921 | 1926 | 1931 | 1936 | 1946 | 1954 |
| ---- | ---- | ---- | ---- | ---- | ---- | ---- | ---- | ---- |
| 463  | 420  | 382  | 414  | 414  | 376  | 422  | 436  | 478  |

| 1962 | 1968 | 1975 | 1982 | 1990 | 1999 | 2005  | 2006  | 2010  |
| ---- | ---- | ---- | ---- | ---- | ---- | ----- | ----- | ----- |
| 484  | 531  | 624  | 655  | 834  | 935  | 1 024 | 1 030 | 1 005 |

| 2015 | 2020 | 2022 | - | - | - | - | - | - |
| ---- | ---- | ---- | - | - | - | - | - | - |
| 971  | 977  | 975  | - | - | - | - | - | - |

## Lieux et monuments
- Église Notre-Dame-de-Grace[25]. Elle a été inscrite à l'inventaire supplémentaire des monuments historiques par arrêté du 24 novembre 1961[26].

Construite au XIe siècle et reconstruite au XVe siècle (tour), l'édifice est complété aux XVIe et XVIIe siècles (bas-côté nord, façade). Le retable est du début XVIIe siècle. La cloche, classée objet monument historique, a été fondue par Nicolas Buret. Elle a été bénie en présence du primat de Normandie François de Joyeuse, Henriette-Catherine de Joyeuse, comtesse de Montpensier et de la fille de cette dernière Marie de Bourbon-Montpensier (née au château de Gaillon). La date du baptême se situe entre 1604 et 1615 (épiscopat de Joyeuse).
- Chapelle Notre-Dame-de-Grâce[28], construite sur une des nombreuses sources que l'on peut trouver sur la commune de Saint-Pierre-de-Bailleul ; cette source est dite miraculeuse.
- Deux lavoirs[29], respectivement rues du Bray et Moncel.

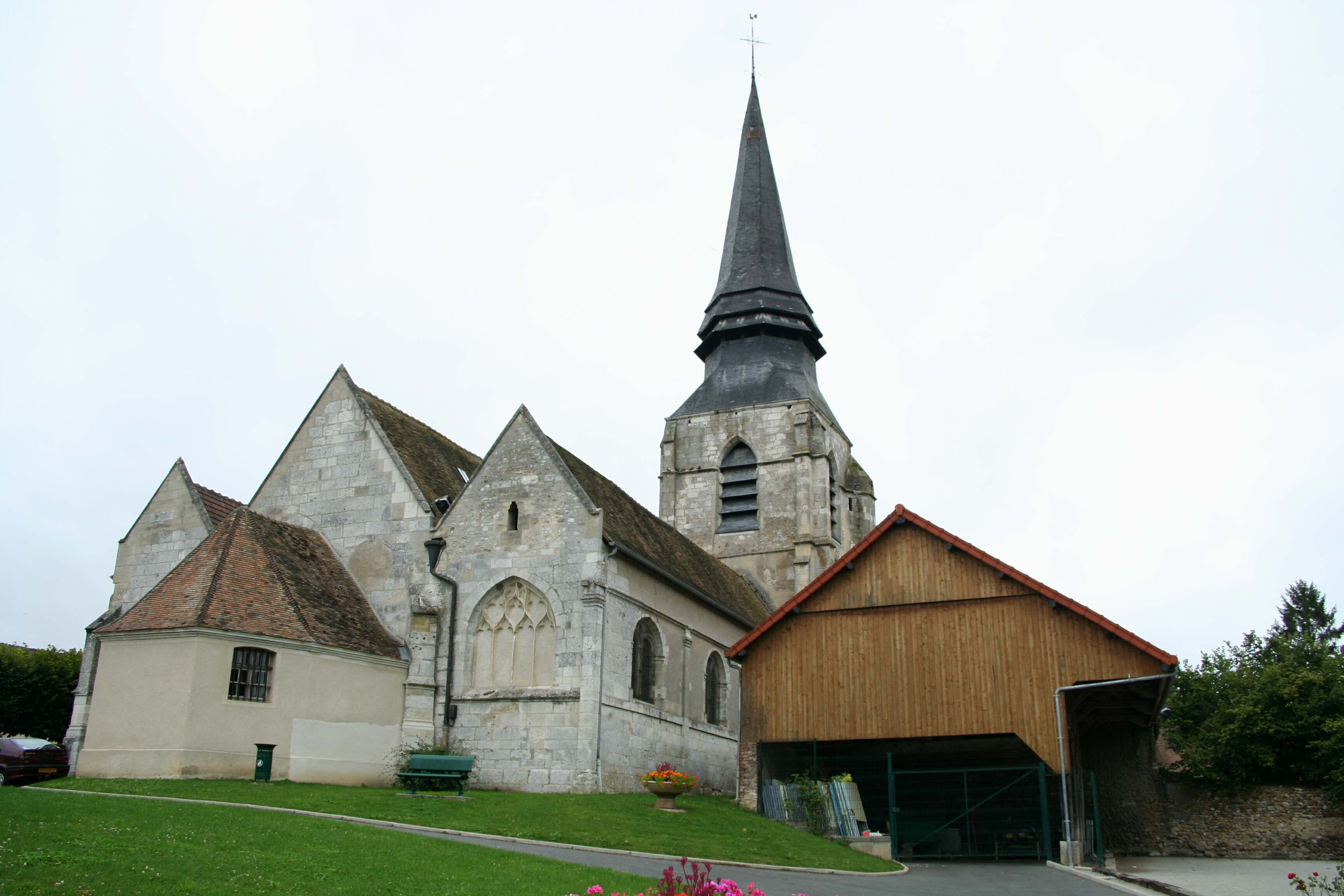
L'église Saint-Pierre (Notre-Dame-de-Grâce).
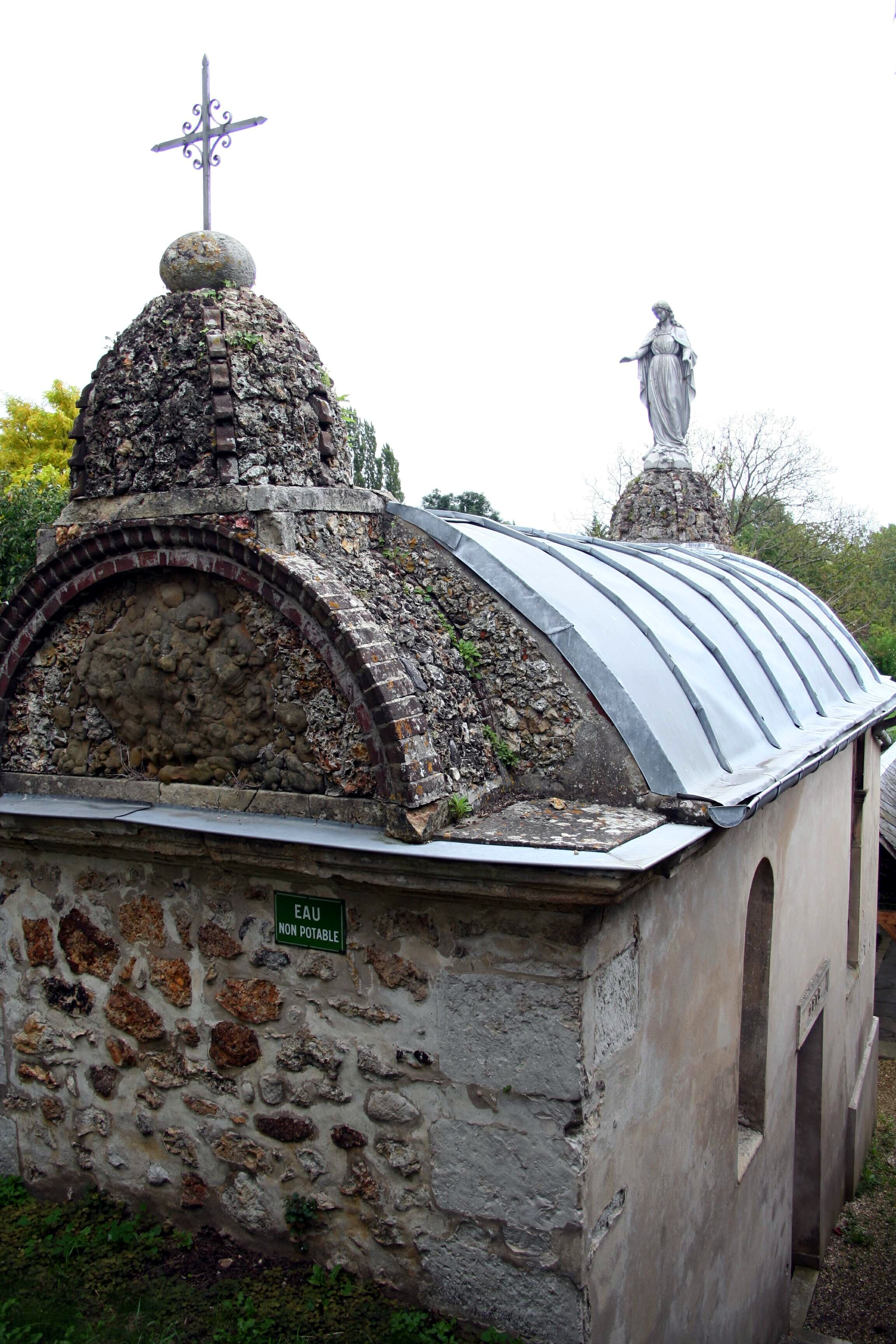
Chapelle Notre-Dame-de-Grâce.
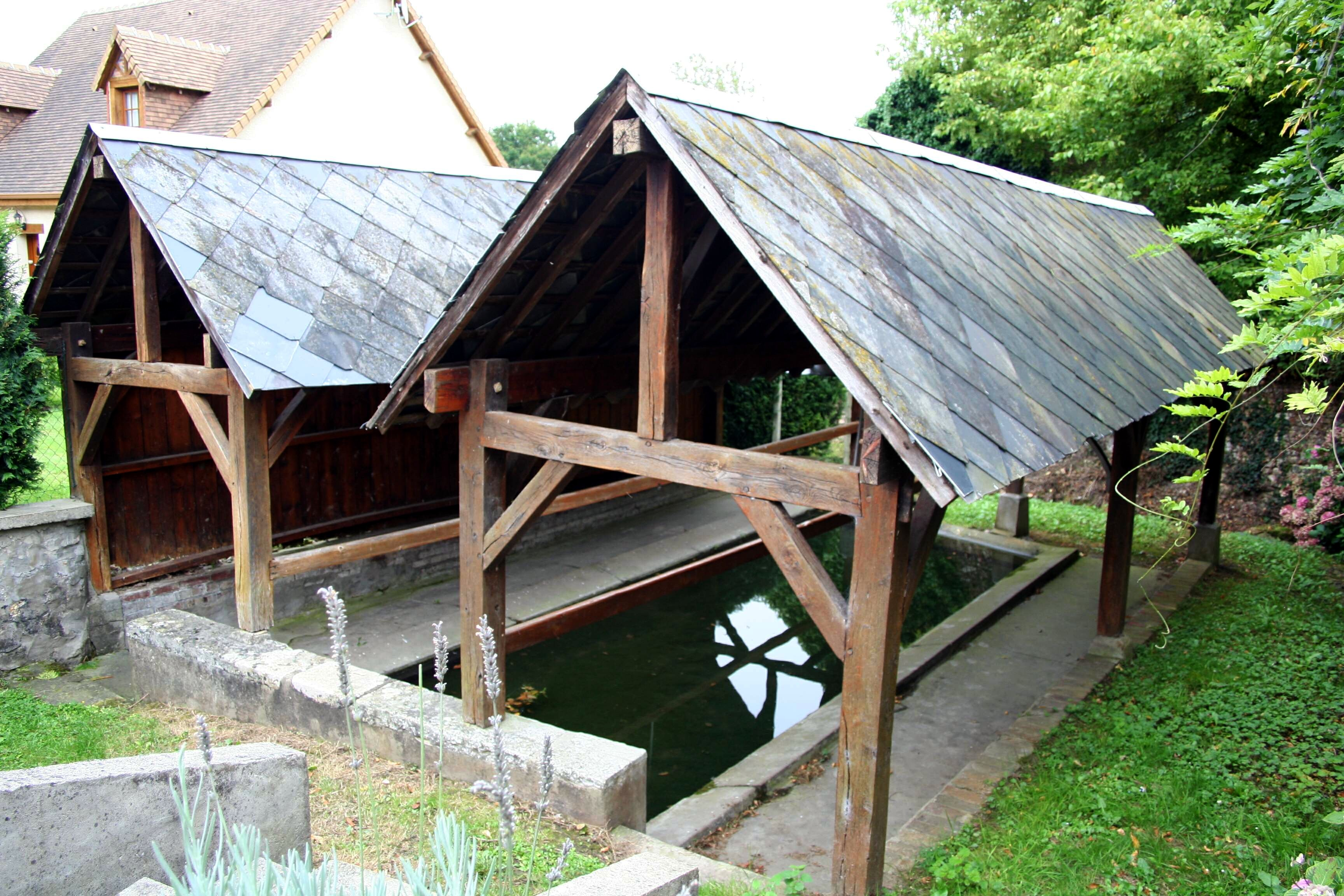
Lavoir de la rue du Bray.
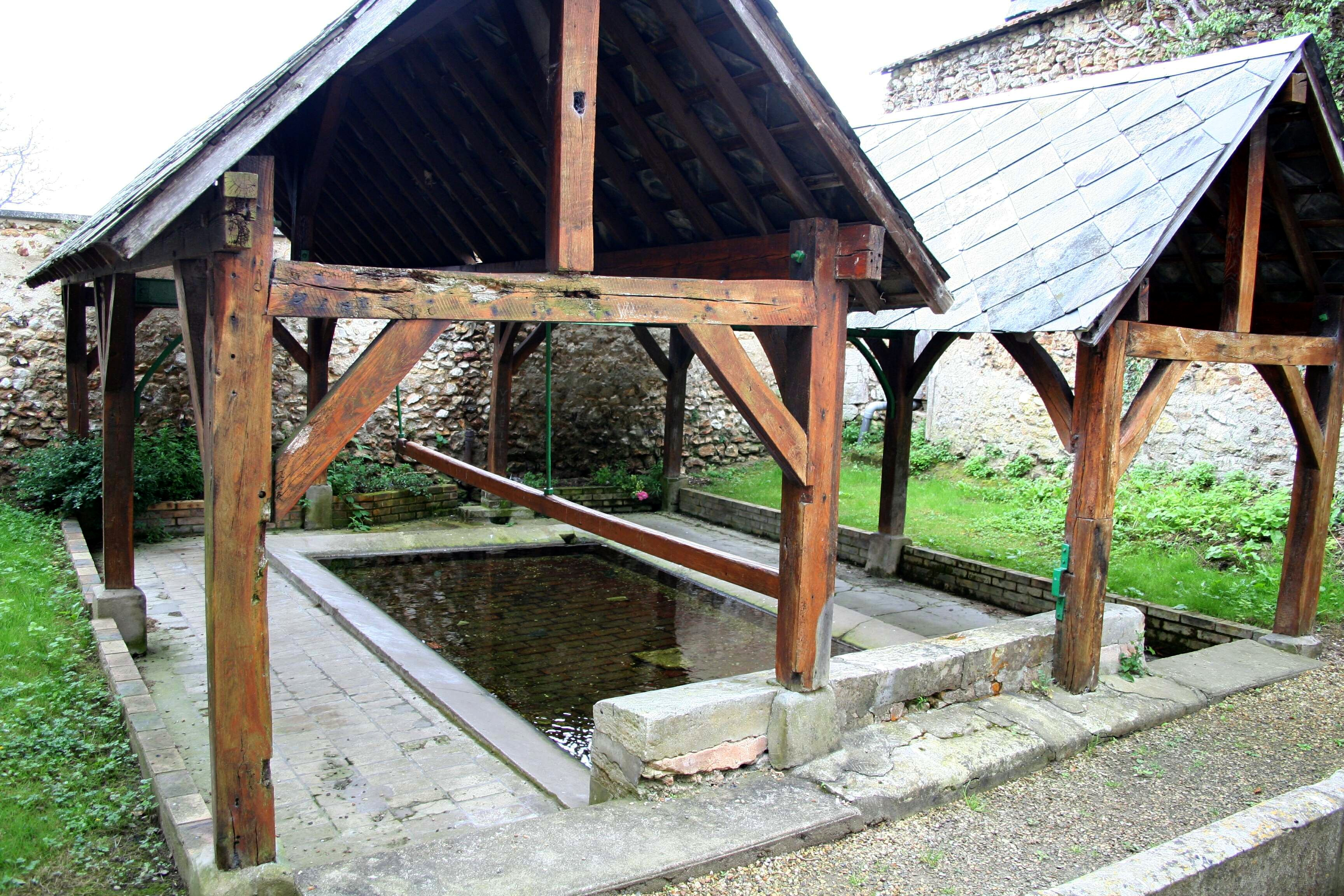
Lavoir de la rue du Moncel.

## Personnalités liées à la commune
- Jean-Denis Thomas (1750-1812), avocat, chevalier de l'Empire, député de la Seine-Inférieure, y naît en 1750.
- Pierre Tal Coat (1905-1985), peintre, graveur et illustrateur, y installe son atelier en 1961
- Jean A.Chérasse, historien, cinéaste-documentariste ("Dreyfus ou l'intolérable vérité", prix Méliès 1975).